# Amolops taiwanianus
Espèce
Synonymes
- Rana swinhoana Boulenger, 1903
- Rana taiwaniana Otsu, 1973

Amolops taiwanianus (syn. : Rana taiwaniana) est une espèce d'amphibien de la famille des Ranidae qui se rencontre, comme son nom l'indique, sur l'île de Taïwan.

## Taxinomie
Matsui (2005), après examen de l'holotype de cette espèce, indique que celui-ci ne diffère pas de l'espèce Rana swinhoana. Par conséquent Rana taiwaniana doit être considérée comme synonyme. Par ailleurs il considère que le classement, opéré par certains auteurs, de cette espèce dans le genre Amolops n'est pas justifié.

## Publication originale
- Otsu, 1973 : A new species of frog from Taiwan (Formosa). Quarterly Journal of the Taiwan Museum, 26-1/2 p. 113-120.